# Dorcopsoides fossilis
Dorcopsoides fossilis — вид родини Кенгурових. Етимологія: грец. εἶδος — «подібний до», dorcopsis; назва виду вказує на те, що вид є викопним, англ. fossil — «викопний». 
Місце знаходження викопних решток: північний-схід Аліс-Спрингс (англ. Alcoota Local Fauna), Північна територія. Вид відомий за добре збереженими нижніми щелепами, фрагментами черепів і зачерепний матеріал. Приблизно D. fossilis мав розміри падемелона. Видові характеристики: малі щічні виступи верхніх кутніх зубів, короткі, глибокі нижні різці.